# Piasecki Helicopter
Piasecki Helicopter Corporation est un concepteur et fabricant d'hélicoptères américain. Créée à Philadelphie, Pennsylvanie, en 1940 par Frank Piasecki sous le nom de P-V Engineering Forum, la firme se démarqua en 1943 en développant le PV-2, deuxième hélicoptère digne de ce nom aux États-Unis (après le Vought-Sikorsky 300), conçu et piloté par Frank Piasecki en personne.
Piasecki a conçu et vendu avec succès une série d'hélicoptères équipés de rotors en tandem à l'US Navy, en commençant par le Piasecki HRP-1 (en) en 1944. Le HRP-1 a été surnommé la « banane volante » en raison de la forme de son fuselage et de la peinture jaune utilisée par les garde-côtes. Le nom sera plus tard appliqué à d'autres hélicoptères Piasecki de conception similaire. En 1949, Piasecki développe le Piasecki H-21 Workhorse pour l'US Air Force. Basé sur une amélioration du HRP-1, il est capable de voler plus haut que ses concurrents de conception à un seul rotor.
En 1955, Frank Piasecki quitte Piasecki Helicopter pour former une autre société et en mars 1956, Piasecki Helicopter change de nom pour devenir Vertol (pour « Vertical Take Off and Landing ») ; la société est finalement rachetée en 1960 par Boeing.  Boeing Vertol devient Boeing Helicopters en 1987 puis Boeing Rotorcraft Systems depuis 2002.
La société fonde aujourd'hui son activité sur la recherche et développement de nouveaux projets, d'hélicoptères ou de drones.

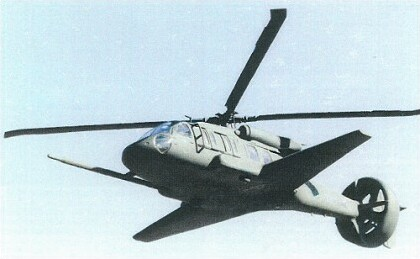
Projet du X-49A

## Modèles
- PV-2 (en)
- HRP-1 (en)
- HUP Army Mule
- Boeing-Vertol 107
- H-21
- H-25/HUP Retriever
- X-49 Speedhawk